# Stanford Cardinal football
La squadra di football degli Stanford Cardinal rappresenta l'Università di Stanford. Competono nella Football Bowl Subdivision (FBS) della National Collegiate Athletic Association (NCAA) e dell'Atlantic Coast Conference. La squadra era conosciuta come Indians dal 1930 al 1972 e come Cardinals dal 1972 al 1981.

## Vincitori dell'Heisman Trophy
Il quarterback Jim Plunkett è l'unico giocatore di Stanford ad avere vinto l'Heisman Trophy, nel 1970. Tre giocatori dei Cardinal si sono classificati al secondo posto: il quarterback John Elway fu secondo dietro Herschel Walker nel 1982; il running back Toby Gerhart dietro Mark Ingram nel 2009; infine il quarterback Andrew Luck giunse secondo per due volte: dietro a Cam Newton nel 2010 e dietro a Robert Griffin III nel 2011.

## Premi individuali

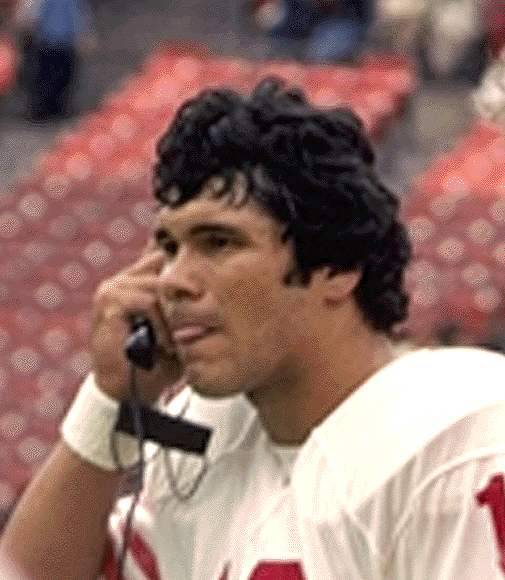
Il quarterback Jim Plunkett.

- Chic Harley Award

Jim Plunkett – 1970
- Doak Walker Award

Toby Gerhart – 2009
Bryce Love – 2017
- Fred Biletnikoff Award

Troy Walters – 1999
- Heisman Trophy

Jim Plunkett – 1970
- Johnny Unitas Golden Arm Award

Andrew Luck – 2011
- Jon Cornish Trophy[1]

Elic Ayomanor – 2023
- Maxwell Award

Jim Plunkett – 1970
Andrew Luck – 2011
- Paul Hornung Award

Owen Marecic – 2010
- Sammy Baugh Trophy

Dick Norman – 1959
Guy Benjamin – 1977
Steve Dils – 1978
John Elway – 1982
- Walter Camp Award

Jim Plunkett – 1970
Andrew Luck – 2011

## Numeri ritirati
| Numeri ritirati dagli Stanford Cardinal |              |       |         |
| N.                                      | Giocatore    | Ruolo | Anni    |
| 1                                       | Ernie Nevers | FB    | 1921-24 |
| 7                                       | John Elway   | QB    | 1979-82 |
| 16                                      | Jim Plunkett | QB    | 1968-70 |

## Membri della Pro Football Hall of Fame
I seguenti giocatori di Stanford sono stati inseriti nella Pro Football Hall of Fame:
- John Elway
- James Lofton
- Ernie Nevers

## Membri della College Football Hall of Fame
I seguenti giocatori e allenatori di Stanford sono stati inseriti nella College Football Hall of Fame:
- Frankie Albert
- John Brodie
- Chris Burford
- Walter Camp (coach)
- Bill Corbus
- John Elway
- Hugh "Duke" Gallarneau
- Bobby Grayson
- Bob "Bones" Hamilton
- Andrew Kerr (coach)
- Bill McColl
- James "Monk" Moscrip

- Darrin Nelson
- Ernie Nevers
- Jim Plunkett
- John Ralston (coach)
- Bob Reynolds
- Clark Shaughnessy (coach)
- Jeff Siemon
- Chuck Taylor
- Pop Warner (coach)
- Paul Wiggin
- Fielding H. Yost (coach)